# Armstrong Whitworth AW.660 Argosy
Armstrong Whitworth AW.660 Argosy – brytyjski samolot transportowy, wyprodukowany w latach 60. XX wieku. Przeznaczony do transportu ładunków, pasażerów lub w zastosowaniach militarnych żołnierzy.

## Historia
Samolot był ostatnim produktem firmy Armstrong Whitworth Aircraft przed połączeniem z Gloster Aircraft Company, będącego częścią Hawker Siddeley, dlatego w literaturze można również się spotkać z nazwą samolotu Hawker Siddeley Argosy. Maszyna powstała jako odpowiedź na zapotrzebowanie wydane w 1955 roku przez brytyjskie Ministerstwo Lotnictwa (Operation Requirement 323) na średni samolot transportowy. Armstrong Whitworth zaprojektował najpierw dwusilnikowy samolot, oznaczony jako Armstrong Whitworth AW. 66 przeznaczony dla celów militarnych oraz wersję AW. 65 przeznaczoną na rynek cywilny zmodernizowaną następnie poprzez dodanie kolejnych dwóch silników, w ten sposób powstała wersja AW.650 Argosy i jej odpowiednik wojskowy AW.660 Argosy.

## Konstrukcja
Argosy był wolnonośnym grzbietopłatem o konstrukcji metalowej. Kadłub maszyny przystosowany był do przewozu dużych ładunków, których załadunek możliwy był poprzez odchylanie tylnych i przednich drzwi ładunkowych. Samolot posiadał trójkołowe wciągane podwozie, przednie do wnęki kadłuba i główne do gondoli silnikowych. Kabina pilotów znajdowała się nad komorą ładunkową, którą można było przekształcić w wersje pasażerską montując fotele. Argosy był samolotem dwubelkowym, na przedłużeniu gondoli wewnętrznych silników umieszczono stateczniki pionowe ze sterami kierunku, połączone statecznikiem poziomym ze sterem wysokości.

## Użytkownicy
Do końca lat 70. samolot użytkował RAF, na rynku cywilnym samolot dzięki swojej prostej i niezawodnej konstrukcji używany był przez wielu operatorów jeszcze do lat 90. XX wieku. Prototypowy egzemplarz o znakach rejestracyjnych G-AOZZ (amerykańskich N896U) i nazwie własnej City of Leamington Spa, został przekazany przez swojego ostatniego użytkownika, linię Duncan Aviation do muzeum lotnictwa Yankee Air Museum mieszczącego się w Ypsilanti w stanie Michigan, gdzie prezentowano ją publiczności od grudnia 1991 roku. Niestety dla samolotu, w 2013 roku maszyna została zezłomowana.